# CardDAV
CardDAVとはアドレス帳を許可したユーザーに共有、アクセスするためのクライアント及びサーバのプロトコルである。
CardDAVはIETFによって開発され、 RFC 6352 として制定されている。
CardDAVは、 WebDAVがベースであり、HTTPプロトコルを利用し、vCardフォーマットを利用し接続する.

## 対応ソフトウエア
CardDAVをサポートしているソフト一覧:
- Apple Address Book Server.[3][4]
- Apple 連絡先 (Mac OS X v10.6 "Snow Leopard"以降のみ).[5]
- Apple iOS 4[6]
- Atmail (Webクライアント)[7]
- DAViCal(サーバ、0.9.9.2以降)[8]
- eM Client[3][9]
- SOGo Connector[3][10]
- Kerio Connect [3][11]
- Zimbra 6[12]
- KDE[13]
- ServiceM8[14]
- Becky! Internet Mail　(メーラー、Ver.2.65以降)[15]